# Dichaetocoris spinosus
Dichaetocoris spinosus är en insektsart som först beskrevs av Knight 1925.  Dichaetocoris spinosus ingår i släktet Dichaetocoris och familjen ängsskinnbaggar. Inga underarter finns listade i Catalogue of Life.